# Puccinia bupleuri
Puccinia bupleuri är en svampart som först beskrevs av Philipp (Filip) Maximilian Opiz, och fick sitt nu gällande namn av F. Rudolphi 1829. Puccinia bupleuri ingår i släktet Puccinia och familjen Pucciniaceae.   Inga underarter finns listade i Catalogue of Life.